# Terrasa Ostrye Kamni
Koordinaten: 70° 25′ S, 64° 35′ O
Die Terrasa Ostrye Kamni (englische Transkription von russisch Терраса Острые Камни Terrassa Ostryje Kamni, deutsch ‚Terrasse der scharfkantigen Steine‘) ist eine Terrasse im ostantarktischen Mac-Robertson-Land. In der Porthos Range der Prince Charles Mountains liegt sie auf der Nordwestseite des Corry-Massivs.
Russische Wissenschaftler benannten sie deskriptiv.